# Ringelspitz
Der Ringelspitz (rätoromanisch Piz Barghis) ist ein Berg in den Bündner Alpen. Mit einer Höhe von 3247 m ü. M. ist er der höchste Gipfel des Kantons St. Gallen.

## Geographie

Ringelspitz. Historisches Luftbild von Werner Friedli (1923)

Auf der Grenze zum Kanton Graubünden gelegen bietet der Ringelspitz dank seiner völlig freien Lage und der grossen Entfernung zu andern höheren Gipfeln eine weite Fernsicht vom Wetterstein und den Ötztaler Alpen bis zu den Walliser Alpen und den Berner Alpen, vom Adamello bis zu den Vogesen (z. B. zum 203 km entfernten Grand Ballon) und den Höhen des Schwarzwaldes. Im Südwesten kann sogar der 225 km entfernte Mont Blanc gesehen werden.
Die ganze nördliche Flanke des Ringelspitzmassivs, einschliesslich des Gipfelturmes und des Firnfeldes, ist als Teil der Panära-Alp in Privatbesitz. Das Ringelgebirge gehört mit dem Sardonamassiv, der Kette des Sazmartinhorns, der Gruppe Graue Hörner (Pizol) und der Calandakette zum Taminagebirge. Demnach gehört das Ringelgebirge zu den nördlichen Westalpen südöstlich der Glarner Alpen. Nördlich des Ringelspitz liegt das Calfeisental mit dem Gigerwaldsee, zu dem der Ringelspitz über 1900 Höhenmeter schroff abfällt. Im Osten fällt der Grat relativ sanft Richtung Kunkelspass, von wo aus der Gipfel am einfachsten zu erreichen ist. Im Süden liegt das Tal des Vorderrheins.

## Geologie
Wie bei seinen westlichen Nachbarn besteht auch beim Ringelspitz der Gipfelbau aus Verrucano, einem flach geschichteten, grünlichen Gestein, das auf einer breiten Basis aus viel jüngeren, steilgestellten Flyschschiefern aufliegt und von dieser durch ein von Süden und Westen weithin sichtbares, gelbliches Dolomit- und Kalkband getrennt ist. Ein kühn gebauter Zwillingsturm bildet den Gipfel (mit Kreuz und Buch). Er fällt gegen Südwesten in einem Zackengrat, dem Tschepgrat, ab, während sich auf der Ostseite, jenseits einer Scharte, der Vorder Ringel mit einem abgerundeten Gipfelkopf aufrichtet. Zu dieser Scharte hinauf zieht sich von Süden der Mittelgrat.
Am Nordfuss des Turms breitet sich der Ringelfirn, eine nach Norden weithin leuchtende Firnterrasse, aus. Südöstlich liegt der steile, stark geschrumpfte und von einigen Spalten durchzogene Taminser Gletscher. Gegen das Val Lavadignas fällt der Südwesthang in schroffendurchsetzten Schieferhalden ab. In den 1990er-Jahren stürzte ein beachtlicher Teil der Ostwand des Gipfelturmes auf den Taminser Gletscher hinunter und riss dabei die frühere Normalroute mit sich. Die Erkletterung des Turmes in der Nähe der Nordostkante ist nun noch ausgesetzter und schwieriger geworden. Nach der Entfernung des früher am Gipfelturm angebrachten Fixseils durch den Pächter der Ringelspitzhütte im Jahr 2019 wurde die Schwierigkeit dort mit III+ angegeben.
Im Herbst 2021 war jedoch wieder ein Fixseil angebracht.
Ein Alternativaufstieg ist von Süden über den Sattel (2922 m) zwischen Tschep (2941 m) und dem Ringelspitz möglich. Dabei läuft man an der Westseite des Tschepgrates ein Stück genau auf der Linie der Glarner Hauptüberschiebung.